# Txusa Padrones
Maria Jesús Padrones San Juanes (Baracaldo, 1961), coneguda com Txusa Padrons, és una historiadora, geògrafa i política basca. Des de 2015 és membre de les Juntes Generals de Biscaia per Euskal Herria Bildu i professora d'història, economia i geografia a Asti-Leku Ikastola.

## Biografia
Va estudiar Llicenciatura en Geografia i Història en la Universitat del País Basc. Professora per vocació, imparteix classes des de 1989 a Asti-Leku Ikastola, una escola de Biscaia..

### Trajectòria política
Considerada una dirigent històrica del moviment associatiu i de l'esquerra abertzale, que són partits o organitzacions d'ideologia nacionalista i independentista basca d'esquerres, sempre ha advocat per millorar la situació del basc, la lluita social, el feminisme i la igualtat en la societat.
Padrones va ser la candidata a l'alcaldia de Baracaldo pel partit polític Herri Batasuna a les eleccions municipals d'Espanya de 1995. També ho va ser al Parlament Basc per Biscaia, d'Herri Batasuna, a les eleccions al Parlament Basc de 1994.
El 2003 va ser la candidata del partit polític Autodeterminaziorako Bilgunea a les Juntes Generals de Biscaia, com a candidata a Diputada General, a les eleccions a les Juntes Generals del País Basc de 2003.
Durant el mandat 2011-2015 va ser regidora de l'Ajuntament de Baracaldo i després va ser candidata en les llistes d'Euskal Herria Bildu a les Juntes Generals de Biscaia, sent escollida el 2015. Actualment també és la portaveu de la Comissió d'Euskera i Cultura de les Juntes Generals de Biscaia.
Va participar en diferents plataformes feministes i a principis de 2018 va rebutjar, juntament amb altres grups polítics, "l'app per a avisar d'agressions masclistes", per presentar a la dona com a "víctima", "feble" i "necessitada de protecció", i va demanar que la Diputació Foral de Biscaia fes amb les organitzacions feministes una anàlisi i un pla "integral", dotat amb el pressupost suficient, per a "acabar amb la societat patriarcal que sotmet a la dona".
A la fi de 2017, va ser l'encarregada de defensar davant el ple del Parlament Foral de Biscaia una proposició no de llei per a crear un museu de la indústria de Grans Molins Bascos a Zorrotza que mostri el passat industrial del marge esquerre.